# Ancienne avoinerie
L'ancienne avoinerie, aussi appelée Garage, Hangar à dîme et Hangar à grains, est un établissement patrimonial construit, présumément, de 1901 à 1902 dans la municipalité de Saint-Prime L'immeuble servait à entreposer les provisions du curé, car à l'époque, les paroissiens payaient la dîme en produits de la terre.

## Voir plus